# جاك ماريتان
جاك ماريتان (بالفرنسية: Jacques Maritain، مواليد 18 نوفمبر 1882 - 28 أبريل 1973)، فيلسوف فرنسي كاثوليكي معاصر. ولد في باريس لأسرة بروتستانتية. كان لاأدريًا قبل اعتناقه الكاثوليكية في عام 1906. مؤلف لأكثر من 60 كتابًا، ساعد في إحياء أفكار توما الأكويني في العصر الحديث، وكان له تأثير في تطوير وصياغة الإعلان العالمي لحقوق الإنسان. قدم البابا بولس السادس «رسالة إلى رجال الفكر والعلم» في يوم غلق المجمع الفاتيكاني الثاني لماريتان، صديقه ومعلمه منذ فترة طويلة. فكر البابا بجدية في جعله كاردينال (وهم صحابة البابا ومستشاروه ولهم الحق في انتخابه من بينهم)، لكن رفض ماريتان هذا العرض. امتدت اهتمامات ماريتان وأعماله إلى العديد من جوانب الفلسفة، بما في ذلك علم الجمال، والنظرية السياسية، وفلسفة العلوم، والميتافيزيقيا، وطبيعة التعليم، والقداس والكنيسة.

## حياته
ولد ماريتان في باريس، وهو ابن بول ماريتان، الذي كان محاميًا، وزوجته جينيف فافر، ابنة جول فافر، وتربى في بيئة ليبرالية بروتستانتية. تلقى تعليمه في ليسيه هنري الرابع ثم التحق بالسوربون لدراسة العلوم الطبيعية: الكيمياء والأحياء والفيزياء. التقى في جامعة السوربون برايسا أومانكوف، وهي مهاجرة يهودية روسية، وشاعرة صوفية مشهورة، شاركت لتكون شريكته الفكرية في بحثه عن الحقيقة، وتزوجا في عام 1904. عاشت شقيقة رايسا، فيرا أومانسوف، مع جاك ورايسا طوال حياتهما الزوجية تقريبًا. سرعان ما أُحبط جاك ورايسا في جامعة السوربون، من العلم الذي لم يستطع -من وجهة نظرهما- معالجة القضايا الوجودية الأكبر للحياة. في ضوء هذا الوهم وفي عام 1901 بالتحديد، توصلا إلى اتفاق ألا وهو الانتحار سوية خلال عام في حال عجزهما عن اكتشاف معنى أعمق للحياة. بناءً على طلب تشارلز بيجوي، فلقد جُنبا من متابعة هذا وذلك بحضور محاضرات هنري بيرغسون في كوليج دو فرانس. حل نقد بيرغسون للعالم يأسهما الفكري وغرس فيهما «الإحساس المطلق». ثم، من خلال تأثير ليون بيل، تحول الزوجان في عام 1906 إلى الإيمان الكاثوليكي الروماني. في خريف عام 1907 انتقلت عائلة ماريتان إلى هايدلبرغ، حيث درس جاك علم الأحياء تحت قيادة هانز دريش. جذبت نظرية هانز دريش للحيوية الجديدة، جاك بسبب تقاربها مع أفكار هنري بيرغسون. خلال هذا الوقت، أصيبت زوجته بالمرض، وخلال فترة شفائها، قدم إليها مستشارهما الروحي، الراهب الدومينيكي همبرت كليريساك، كتابات توماس أكويناس لقرائتها. فقرأتهم بحماس، وحضت زوجها بدوره على فحص كتابات القديس. وجد ماريتان في كتابات توماس، عددًا من الأفكار والرؤى التي صدقها طوال الوقت، قبل اطلاعه على أي من هذه الكتابات. فكتب: 
«من هذا المنطلق، مؤكدًا لنفسي، وبدون خجل أو تضاؤل، تعود القيمة الحقيقية لواقع أدواتنا الإنسانية للمعرفة، كنت بالفعل موافقًا لكل ما قاله توماس (من قديم الزمان)، دون أن أعرف ذلك. عندما عدت بعد عدة أشهر إلى الخلاصة اللاهوتية، لم أبني عائقًا أمام الفيضان المضيء.» 
من الطبيب الملائكي (اللقب الفخري لأكوينيوس)، قيد إلى «الفيلسوف»، كما أطلق عليه الأكويني أرسطو. في وقت لاحق، ولتعزيز نموه الفكري، قرأ الفلسفة المدرسية الجديدة لتوماس.
درس ماريتان ابتداءً من عام 1912، في جامعة كوليج ستانيسلاوس. انتقل بعد ذلك إلى المعهد الكاثوليكي في باريس. ثم درس في بيتي سيمينير دي فرساي للعام الدراسي 1916-1917. تحصل ماريتان وإتيان جيلسون في عام 1930، على الدكتوراه الفخرية في الفلسفة من جامعة القديس توما الأكويني البابوية في أنجليكوم. ألقى في عام 1933، محاضراته الأولى في أمريكا الشمالية في تورنتو في المعهد البابوي لدراسات العصور الوسطى. كما درس في جامعة كولومبيا. في لجنة الفكر الاجتماعي، جامعة شيكاغو، وفي جامعة نوتردام، وفي جامعة برينستون. تولى لفترة ثلاث سنوات (من 1945 إلى 1948)، منصب السفير الفرنسي في الكرسي الرسولي. بعد ذلك، عاد إلى جامعة برينستون، إذ تحصل في عام 1956 على «وضع الإليسيان» (على حد تعبيره) لأستاذ فخري. توفيت رايسا ماريتان في عام 1960. بعد وفاتها، نشر جاك مجلتها تحت عنوان «مجلة رايسا». كان ماريتان رئيسًا فخريًا لمؤتمر الحرية الثقافية لعدة سنوات، إذ ظهر في مرتبة متحدث رئيسي في مؤتمره عام 1960 في برلين. عاش ماريتان من عام 1961، مع الجماعة الدينية «إخوة يسوع الصغار» في تولوز، فرنسا. كان له تأثير على النظام منذ تأسيسه في عام 1933. أصبح الأخ الصغير في عام 1970. دُفن جاك ورايسا ماريتان في مقبرة كولبشيم، وهي مقبرة في قرية فرنسية صغيرة في الألزاس حيث أمضى ماريتان العديد من عطله الصيفية هناك، في عزبة أصدقائه، أنطوانيت وألكساندر جرونيليوس. يجري التخطيط لتطويبه وزوجته رايسا.

## عمله
يعود أساس فكر عائلة ماريتان إلى الفيلسوف أرسطو، والأكويني، والتوماوية ولا سيما جون القديس توما. فهو انتقائي في استخدامه لهذه المصادر. تستند فلسفة عائلة ماريتان إلى أدلة مستمدة من الحواس المكتسبة من خلال فهم المبادئ الأولى. دافع ماريتان عن الفلسفة بأنها علم معارض لأولئك الذين يحطون منها، وروج ذلك للفلسفة باعتبارها «ملكة العلوم». أكمل جاك ماريتان في عام 1910 مساهمته الأولى في الفلسفة الحديثة، مقال يتكون من 28 صفحة بعنوان «العقل والعلوم الحديثة» نشر في مجلة «مراجعة الفلسفة» (عدد يونيو). حذر في مقاله من أن العلم أصبح اليوم إلاها، يغتصب منهجه دور العقل والفلسفة. حل العلم محل العلوم الإنسانية في الأهمية.

كلفت لجنة من الأساقفة الفرنسيين جاك في عام 1917 بكتابة سلسلة من الكتب المدرسية لاستخدامها في الكليات والمعاهد الكاثوليكية. كتب وأكمل واحدًا فقط من هذه المشاريع، بعنوان (مقدمة في الفلسفة) في عام 1920. لقد كان هذا الكتاب نموذجًا منذ ذلك الحين في العديد من الكنائس الكاثوليكية. كتب في مقدمته: 
«إذا كانت فلسفة أرسطو، كما أعاد توماس أكويناس ومدرسته إحياءها وإثرائها، يمكن أن تُسمى بحق الفلسفة المسيحية، لأن الكنيسة لا تشعر أبدًا بالضجر من طرحها باعتبارها الفلسفة الحقيقية الوحيدة ولأنها تنسجم تمامًا مع حقائق الإيمان، مع ذلك، يُقترح هنا لقبول القارئ، ليس لأنه مسيحي، بل لأنه حقيقي بشكل واضح. لا شك في أن هذا الاتفاق بين نظام فلسفي أسسه وثني وعقيدة الوحي، هو علامة خارجية، ضمان إضافي فلسفي لحقيقته، ولكن من خلال أدلته المنطقية، فإنه يستمد سلطته من الفلسفة.» 
خلال الحرب العالمية الثانية، احتج جاك ماريتان على سياسات حكومة فيشي أثناء التدريس في المعهد البابوي للدراسات القروسطية في كندا. «أثناء الانتقال إلى نيويورك، انخرط ماريتان بعمق في أنشطة الإنقاذ، وسعى إلى جلب أكاديميين مضطهدين ومهددين إلى أمريكا، الكثير منهم من اليهود. كان له دور فعال في تأسيس كلية الدراسات العليا، وهو نوع من الجامعات خارج بلده (في المنفى) وكانت، في الوقت نفسه، مركز المقاومة الديغولية في الولايات المتحدة». بعد الحرب، في جمهور البابوية في 16 يوليو 1946، حاول دون جدوى أن يؤثر على البابا بيوس الثاني عشر لشجب معاداة السامية رسميًا.
تُحفظ العديد من أوراقه الأمريكية في جامعة نوتردام، التي أسست مركز جاك ماريتان في عام 1957. دائرة الدراسات لجاك ورايسا ماريتان، هي جمعية أسسها الفيلسوف نفسه في عام 1962 في كولبشيم (بالقرب من ستراسبورغ، فرنسا)، وهو المكان الذي دُفن فيه الزوجان أيضًا. الغرض من هذه المراكز هو تشجيع الدراسة والبحث في أفكار ماريتان والتوسع فيها. تُساعد أيضًا في ترجمة وتحرير وتعديل كتاباته.

## روابط خارجية
- جاك ماريتان على موقع الموسوعة البريطانية (الإنجليزية)
- جاك ماريتان على موقع مونزينجر (الألمانية)
- جاك ماريتان على موقع ميوزك برينز (الإنجليزية)
- جاك ماريتان على موقع إن إن دي بي (الإنجليزية)